# 彼得·柴可夫斯基之死

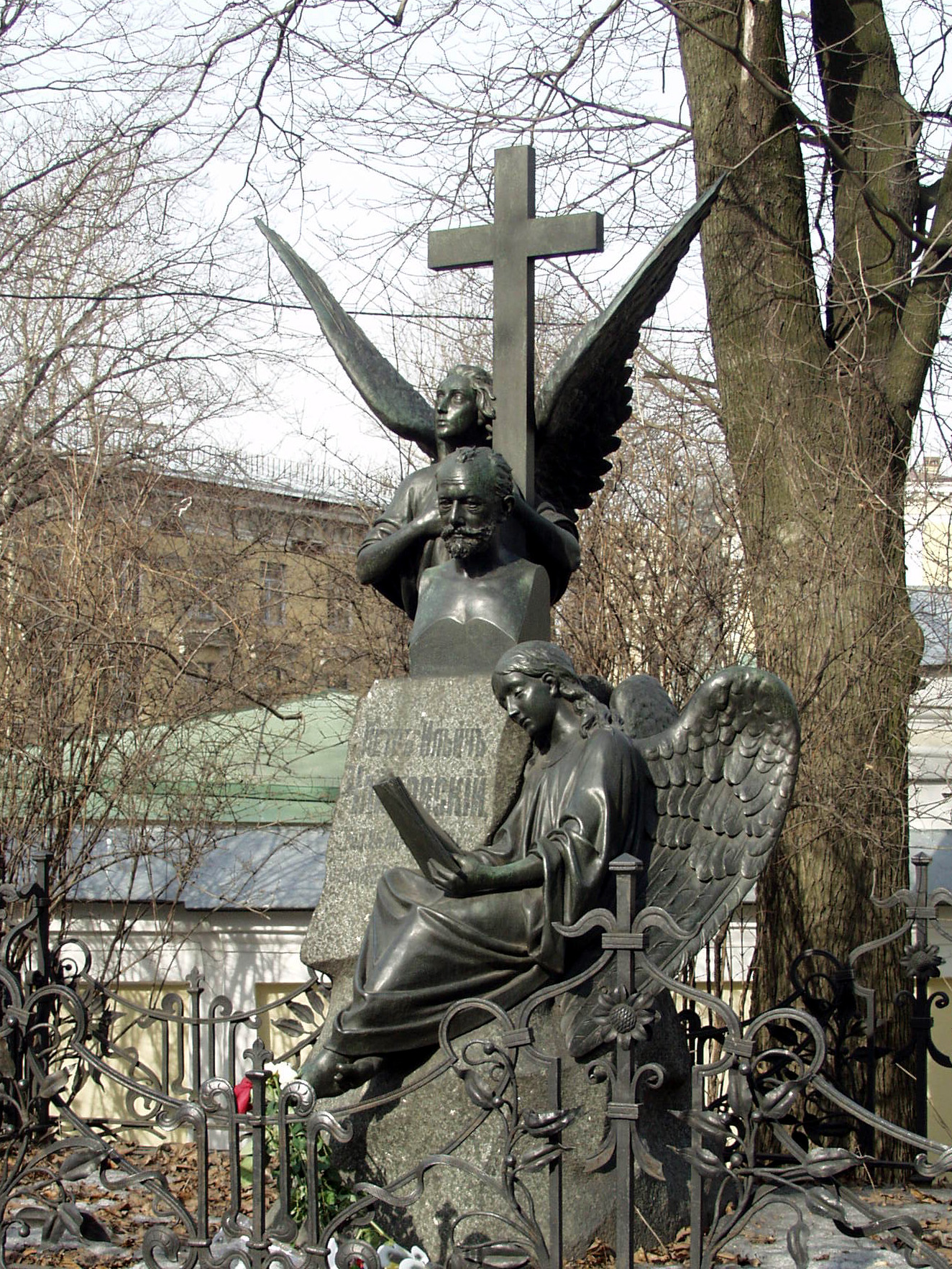
柴可夫斯基之墓，位于亚历山大·涅夫斯基修道院

1893年11月6日（儒略历10月25日），彼得·伊里奇·柴可夫斯基在他的第六交响曲“悲怆”首演后的9天在圣彼得堡去世，享年53岁。官方报告的死因是霍亂，很可能是几天前喝了被污染的水而感染的。这一解释被许多作曲家的传记作者所接受。然而，即使在柴可夫斯基去世的时候，对这一诊断也有许多疑问。
柴可夫斯基饮用未煮沸的水和出现症状之间的时间线受到了质疑，以及作曲家在霍乱流行和严格的卫生条例生效的情况下，在一家有信誉的餐馆（根据一个说法）购买未煮沸的水这一事件也存在争议。虽然當時霍乱確實席捲了俄罗斯社会的各个阶层，但它被认为是下层社会的疾病。对于像柴可夫斯基这样的名人来说，这样的死亡所带来的耻辱是相当大的，以至于许多人无法想象這種可能性的存在。曾经治疗过柴可夫斯基的两位医生的医疗报告的准确性受到了质疑。对柴可夫斯基尸体的处理也受到审查，因为据说这不符合官方对霍乱患者的规定。作曲家尼古拉·里姆斯基-科萨科夫在他的自传中提到了这一点，尽管有些版本对这部分进行了删减。
多種关于柴可夫斯基的死亡是自杀的理论很快开始浮出水面。从作曲家自己的鲁莽行为到俄罗斯沙皇亚历山大三世的命令，以及死亡報道者是可夫斯基的家人還是作曲家亚历山大·格拉祖诺夫，各种猜测都有。自1979年以来，該理论的一个變體得到了一些支持——柴可夫斯基被帝国法学学校的校友在“荣誉法庭”上判处自杀，作为对其同性戀取向的指责。尽管如此，柴可夫斯基的死因仍有很大争议，而且真相可能永远不会揭開。

## 最后时日

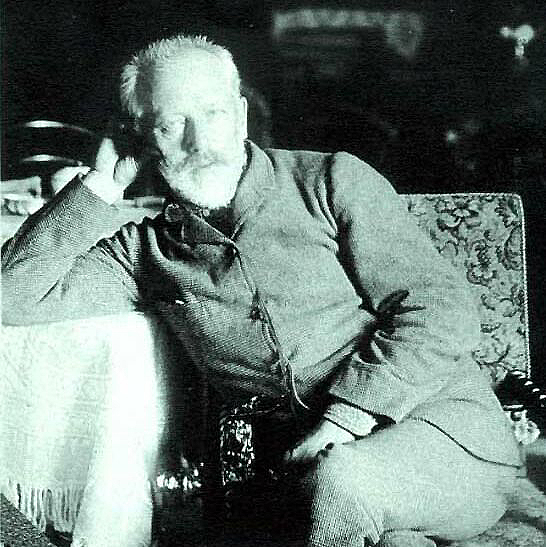
柴可夫斯基最后的照片之一

传记作家亚历山大·波兹南斯基写道，1893年11月1日（儒略历10月20日，星期三），柴可夫斯基去剧院看了亚历山大·奥斯特洛夫斯基的戏剧《火热的心》。之后，他与弟弟莫杰斯特、外甥弗拉基米尔·“鲍勃”·达维多夫、作曲家亚历山大·格拉祖诺夫和其他朋友一起去了一家名为“莱纳”的餐厅，该餐厅位于圣彼得堡涅瓦大街的科托明楼。在用餐期间，柴可夫斯基点了一杯水。由于该市爆发了霍乱，卫生法规要求餐厅提供的水在供应前必须煮沸。服务员告诉柴可夫斯基，当时没有开水供应。据报道，餐厅随后按他要求提供了未煮沸的冷水。宴会上的其他人警告他不要喝，但作曲家说他并不担心感染霍乱，还是喝了水。
第二天早上，在莫杰斯特的公寓里，彼得没有像往常一样在起居室里喝茶，而是躺在床上抱怨腹泻和胃部不适。莫杰斯特问要不要叫医生，柴可夫斯基拒绝了，而是服用鱼肝油，但没有效果。三天后，他患上了全面的霍乱。他的病情恶化了，但他仍然拒绝看医生。最后派来了一位医生，但他不在家，所以又叫来了一位。霍乱的诊断最终由列夫·贝尔滕松（Lev Bertenson）医生做出。在此期间，柴可夫斯基的病情似乎有所好转，但随后又退步，变得更加严重。他的肾脏开始衰竭。一位牧师被从圣艾萨克大教堂叫来主持最后的仪式，但柴可夫斯基已经神志不清，无法意识到他周围发生了什么。他于1893年11月6日凌晨3时去世。

## 死后

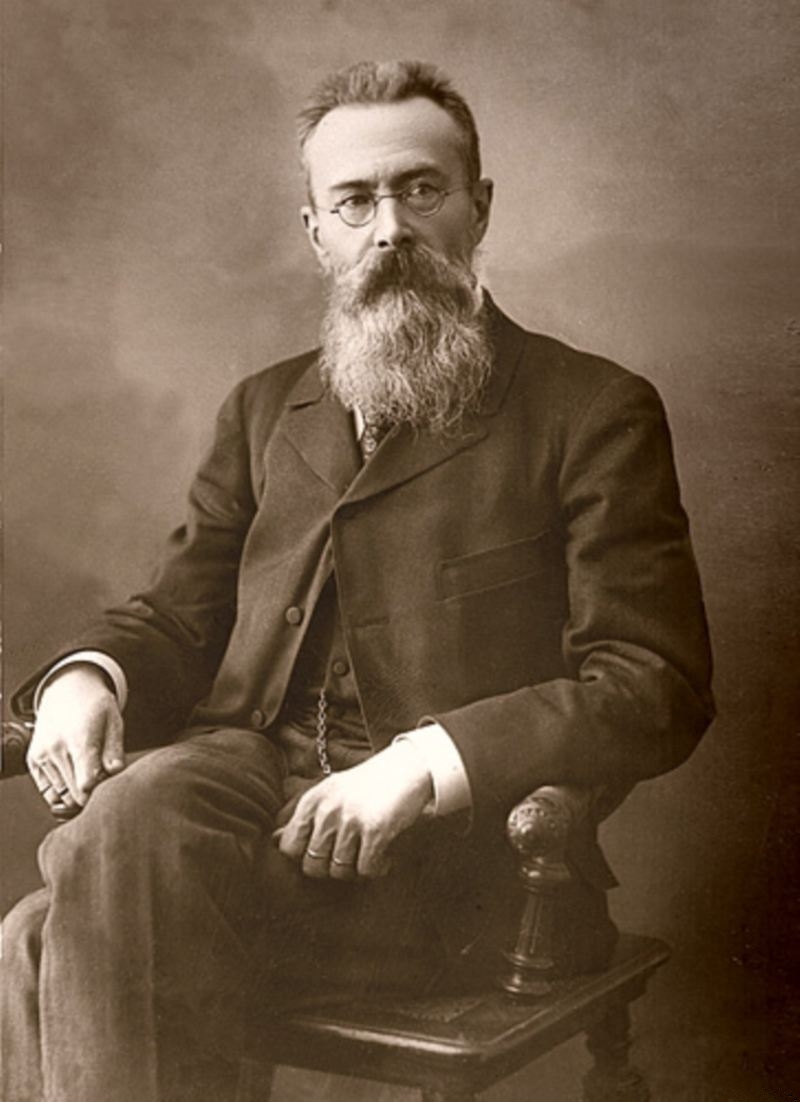
尼古拉·里姆斯基-科萨科夫认为柴可夫斯基死后的程序对一个霍乱患者来说很奇怪

柴可夫斯基传记作者大卫·布朗（David Brown）认为，甚至在医生关于作曲家死亡的说法出现之前，在他哥哥莫杰斯特的公寓里发生的事情就已经完全不符合霍乱死亡的标准程序。规章制度规定，尸体应立即装入封闭的棺材移出死亡现场。然而，柴可夫斯基的遗体被陈列在莫杰斯特的公寓里，公寓自由地开放给希望致以最后敬意的访客。在这些客人中，作曲家尼古拉·里姆斯基-科萨科夫似乎对他所看到的一切感到迷惑不解：“多么奇怪啊，尽管死亡是由霍乱造成的，但为死者举行的弥撒仍然对所有人免费开放！我记得[亚历山大]韦尔日比洛维奇[大提琴家，聖彼得堡音樂學院的教授]完全喝醉了……一直亲吻死者的头和脸。” 这段话是在里姆斯基-科萨科夫的书之某个后期版本中被删除了。
然而，里姆斯基-科萨科夫自己的评论似乎与谢尔盖·迪亚吉列夫后来讲述的他的行为相冲突。迪亚吉列夫后来以俄罗斯芭蕾舞团的创始人和经纪人而闻名，当时他是圣彼得堡的一名大学生，曾与作曲家会面并偶尔交谈，他与作曲家有远亲关系。听到柴可夫斯基的死讯后，迪亚吉列夫回忆说：
在绝望中，我冲出家门，尽管我意识到柴可夫斯基已经死于霍乱，但我还是直奔他居住的马来亚-莫斯卡娅。门大开着，没有人发现……我听到另一个房间传来的声音，一进门就看到穿着黑色晨衣的彼得·伊里奇躺在沙发上。里姆斯基-科萨科夫和歌唱家尼古拉·菲格纳正在搬一张桌子，把他放在上面。我们抬起柴可夫斯基的尸体，我扶着他的脚，把它放在桌子上。公寓里只有我们三个人，因为柴可夫斯基死后，整个家庭都逃了……
波兹南斯基用他自己的一些说法来反驳布朗的说法。他认为，尽管有里姆斯基-科萨科夫的评论，但发生的事情并不奇怪。他写道，尽管偏见挥之不去，但普遍的医学观点是霍乱的传染性比以前想象的要低。尽管以前不鼓励为霍乱受害者举行公共集会，但1893年春天，中央医学委员会特别允许在霍乱受害者的葬礼上举行公共服务和仪式。此外，《彼得堡公报》刊登的医学意见指出，柴可夫斯基是死于随后的血液感染，而不是死于疾病本身。（据报道，这种疾病在11月3日星期五被有效阻止，也就是在作曲家去世前三天）。波兹南斯基称，由于对尸体的嘴唇和鼻孔采取了持续消毒的额外预防措施，即使是醉酒的大提琴手亲吻死者的脸也没有什么可担心的。
亚历山大三世自愿亲自支付作曲家的葬礼费用，并指示帝国剧院管理处组织这一活动。据波兹南斯基说，这一行动显示了沙皇对这位作曲家的特殊重视。在这之前，俄罗斯君主只有两次对一个陨落的艺术或学术界人士表示出如此的青睐。尼古拉一世曾在亚历山大·普希金的致命决斗后给他写过一封信。尼古拉还在历史学家尼古拉·卡拉姆津下葬前夕，亲自来向他致以最后的敬意。此外，亚历山大三世特别允许柴可夫斯基的追悼会在喀山主教座堂举行。
柴可夫斯基的葬礼于1893年11月9日在圣彼得堡举行。喀山大教堂可容纳6000人，但有60000人申请门票参加仪式。最后，8000人被挤了进去。作曲家被安葬在亚历山大·涅夫斯基修道院的季赫温公墓，靠近同为作曲家的亞歷山大·鮑羅丁、米哈伊尔·格林卡和莫杰斯特·穆索尔斯基的坟墓；此后里姆斯基-科萨科夫和米利·巴拉基列夫也被埋葬在附近。

## 俄罗斯的霍乱

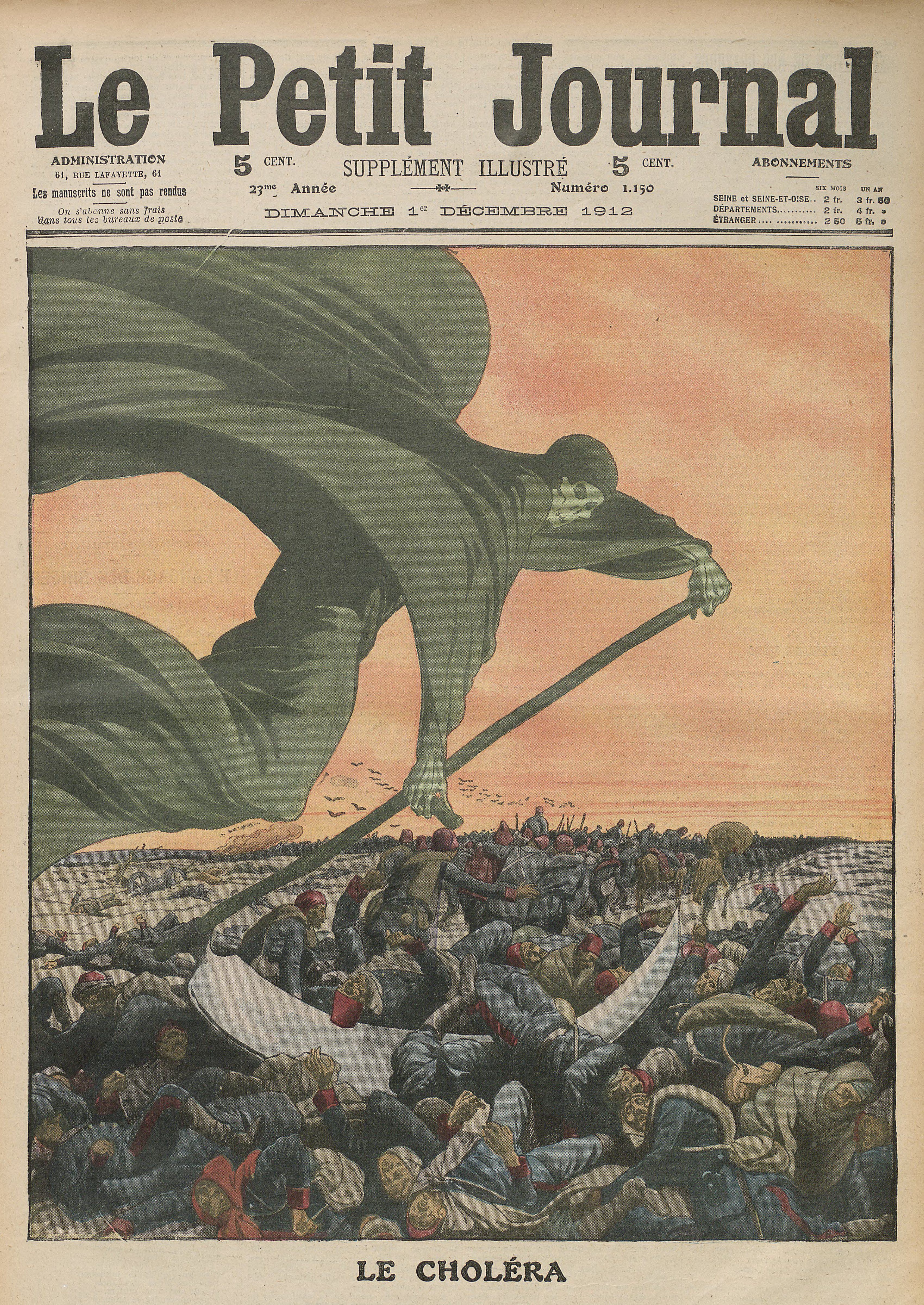
死神带来霍乱的画作，刊于《小日报》

传记作家安东尼·霍尔登写道，在柴可夫斯基去世前不到一个世纪，霍乱已经来到欧洲。1818年，一场最初的大流行病袭击了欧洲大陆。随后又发生了三次，第五次是在1881年开始的，当时正在肆虐。这种疾病由朝圣者从孟买传入阿拉伯，并从那里越过俄罗斯边境。
1888年，海参崴发生了俄罗斯首次报告的这种大流行病的病例。到1892年，俄罗斯是迄今为止受影响的21个国家中受影响最严重的。1893年，不少于70个地区和省份正在与流行病作斗争。
霍尔登还说，根据当代俄罗斯的医疗记录，夺走柴可夫斯基生命的具体流行病始于1892年5月14日，结束于1896年2月11日。在这段时间里，有504924人感染了霍乱。在这个数字中，有226940人（44.9%）死于此病。

### 社会污名
即使有这些数字，将柴可夫斯基的死亡归咎于霍乱，也和他的突然死亡一样令许多人惊讶。虽然霍乱触及社会的各个阶层，但它在很大程度上被认为是穷人的疾病。这种污名使霍乱成为一种粗俗的、有损社会形象的死亡方式。柴可夫斯基死于这样的原因，似乎降低了他在上层社会的声誉，让许多人感到不可思议。
与其声誉相符的是，1893年夏天开始在圣彼得堡爆发的霍乱主要局限于该市的贫民窟，那里的穷人“生活在拥挤、不卫生的环境中，不满足基本的医疗条件”。这种疾病没有影响到更富裕和受过教育的家庭，因为他们遵守了禁止使用或饮用未煮沸的水的医疗协议。此外，随着秋季寒冷天气的到来，这种流行病已经开始减弱。10月13日，有200个霍乱病例被报告。到11月6日，即柴可夫斯基去世的那一天，这个数字已经减少到68例，同时“死亡率急剧下降”。虽然这些数字取自《新报》和《证券交易报》，但波兹南斯基质疑这些数字不准确。
另外，柴可夫斯基的朋友赫尔曼·拉罗什（Hermann Laroche）报告说，他在个人卫生方面很严格。拉罗什写道，为了少看医生，“他首先依靠的是卫生，（在我这个外行人看来）他似乎在这方面是一个真正的大师”。媒体在质疑这位作曲家的死亡时注意到了这一点。《彼得堡公报》的记者问道：“柴可夫斯基刚到彼得堡，生活在良好的卫生条件下，怎么可能感染疾病？”《俄罗斯生活报》的一位作者指出：“一个如此节制、谦虚、日常习惯简朴的人，以迅雷不及掩耳之势感染了亚洲霍乱，这是很不寻常的事。”

### 医生没有准备好
霍尔登认为，由于霍乱在他们行医的社会上层很少遇到，因此在作曲家的病例之前，医生瓦西里和列夫·贝尔滕森可能从未治疗过甚至没有见过霍乱病例。他们对这种疾病的了解可能只是他们在教科书和医学杂志上读到的内容。波兹南斯基引用瓦西里·贝尔坦森后来承认他“没有机会目睹霍乱的实际病例”，尽管他说作曲家是这种疾病的“典型病例”。霍尔登还质疑列夫·贝尔滕森对柴可夫斯基病情的描述是来自他对病人的观察，还是来自他曾经读过的东西。如果是后者，那就意味着他在描述柴可夫斯基的诊断时可能用错了术语的顺序。

## 那杯未煮沸的水
如果柴可夫斯基确实感染了霍乱，那么我们不可能准确地知道他是何时或如何感染的。报纸上刊登了亲属对柴可夫斯基在莱纳餐厅喝下一杯未煮沸的水的描述，但都表示不清真相。相比之下，莫杰斯特认为他的哥哥是在星期四的午餐时间在他的公寓喝了那杯致命的水。如果是这样，一壶未煮沸的水在桌子上做什么？“就在我们谈论他所服用的药物时，他倒了一杯水并喝了一口。水是未煮沸的。我们都很害怕：只有他一个人对此无动于衷，叫我们不要担心。”
根据一些权威人士的说法，霍乱的潜伏期为1至3天，而另一些人则认为是2小时至5天。据报道，柴可夫斯基在星期四清晨开始出现症状。如果将一到三天的时间间隔精细为24到72小时，那么作曲家最迟可能在周三上午被感染，比当晚在莱纳的晚餐或第二天下午在莫杰斯特的午餐要早。
像莱纳这样的餐厅可能有未煮沸的水，这让一些人感到惊讶。《祖国之子报》的一名记者写道：“我们觉得非常奇怪，一家好的餐馆竟然在流行病期间提供未煮沸的水”。“在我们的印象中，有一项具有约束力的法令，即商业机构、酒店、餐馆等都应该有开水。”波兹南斯基认为，莫杰斯特的故事也同样缺乏可信度。众所周知，柴可夫斯基喜欢喝矿泉水。我们是否可以认为，莱纳的矿泉水和开水都用完了？
报纸记者并不是唯一质疑这些说法的人。迪亚吉列夫回忆说。“关于柴可夫斯基的死亡，很快就出现了各种神话。有人说他是在莱纳餐厅喝了一杯自来水而得了霍乱。当然，我们曾经看到彼得·伊里奇几乎每天都在那里吃饭，但当时没有人喝未煮沸的水，我们似乎无法想象柴可夫斯基会这样做。”

## 理论

### 受污染的水导致的霍乱
波兹南斯基不排除柴可夫斯基因饮用受污染的水而感染霍乱的可能性。他冒昧地说，柴可夫斯基有可能在星期三在莱纳家吃晚饭前喝了水，因为他习惯在吃饭时喝冷水。在这一点上，他和霍尔登意见一致。霍尔登还说，柴可夫斯基甚至可能在周三晚上在莱纳的晚餐前就知道自己得了霍乱。
波兹南斯基还称，霍乱杆菌在圣彼得堡的供水中比任何人在柴可夫斯基去世前想象的都要普遍。作曲家去世几周后，涅瓦河和冬宫的供水都被发现受到了污染，一个特别的卫生委员会发现，一些餐馆将煮沸的水和未煮沸的水混合在一起，以便更快地给顾客降温。
波兹南斯基提到的另一个因素是，柴可夫斯基在星期四早上已经处于胃部不适的情况下，喝了一杯“匈雅提·亚诺什”牌碱性矿泉水，试图缓解他的胃。矿泉水中的碱性会中和柴可夫斯基胃中的酸。这将刺激任何存在的霍乱杆菌，给它一个更有利的环境来繁殖。

### 来自其他途径的霍乱
霍尔登在提到霍乱专家瓦伦丁·波科夫斯基博士时，提到了柴可夫斯基感染霍乱的另一种途径——“粪口途径”，即来自在圣彼得堡与男妓进行不太卫生的性行为。这一理论是由伦敦《泰晤士报》当时的资深医学专家托马斯·斯图塔福德博士单独提出的。虽然霍尔登承认没有进一步的证据支持这一理论，但他断言，如果真的是这样，柴可夫斯基和莫杰斯特都会费尽心思隐瞒真相。他们可能会为了家人、朋友、崇拜者和后人的利益，经双方同意，上演柴可夫斯基在莱纳喝未煮沸的水的戏码。由于柴可夫斯基在他生命中的这个时期几乎是一个神圣的国家人物，霍尔登认为参与作曲家案件的医生们可能会同意这种欺骗行为。

### 由“荣誉法庭”下令自杀
另一种理论是由俄罗斯音乐学家亚历山德拉·奥尔洛娃（Alexandra Orlova）在1979年移民西方时首次公开提出的。奥尔洛娃说法的关键证人是亚历山大·沃特罗夫（Alexander Voitrov），他是第一次世界大战前法学学校的学生，据说他积累了很多关于母校历史和人物的资料。这些人中有尼古拉·鲍里索维奇·雅各比，19世纪90年代的参议院高级检察官。据报道，雅可比的遗孀伊丽莎白·卡尔洛夫娜在1913年告诉沃特罗夫，一位名叫斯滕博克·弗诺尔的公爵对柴可夫斯基关注他年轻的侄子感到不安。斯滕博克·弗诺尔在1893年秋天给沙皇写了一封指控信，并把信交给雅可比转交。雅可比想避免公开的丑闻。因此，他邀请所有他能在圣彼得堡找到的柴可夫斯基以前的同学——共8人——参加一个“荣誉法庭”，讨论这一指控。这次会议在雅各比的书房举行，持续了近五个小时。会议结束时，柴可夫斯基冲了出来，脸色苍白，情绪激动，一句话也没说。其他人都离开后，雅可比告诉他的妻子，他们决定柴可夫斯基应该自杀。在这次会议后的一两天内，作曲家患病的消息就在圣彼得堡流传开来。
奥尔洛娃认为这个荣誉法庭可能是在10月31日召开的。这是唯一的一天，期间没有人知道柴可夫斯基白天的活动。布朗认为，也许莫杰斯特从那天晚上开始记录他哥哥最后的日子是有意义的，当晚柴可夫斯基去听了安东·鲁宾斯坦的歌剧《马加比人》。
1993年11月，BBC播出了一部名为《傲慢或偏见》的纪录片，调查了有关柴可夫斯基之死的各种理论。接受采访的有奥尔洛娃、布朗和波兹南斯基，以及各种俄罗斯历史专家。盖伊医院的约翰·亨利博士是当时在英国国家毒物部门工作的专家证人，他在纪录片中总结说，柴可夫斯基患病的所有报告症状“与砷中毒非常吻合”。他表示，人们会知道急性腹泻、脱水和肾衰竭类似于霍乱的表现形式。这将有助于加强将死亡作为霍乱病例的潜在幻觉。纪录片中得出的结论在很大程度上倾向于“荣誉法庭”的理论。
其他关于作曲家的研究对奥尔洛娃的说法提出了详细的质疑，并得出结论，作曲家的死亡是由于自然原因。在对奥尔洛娃论文的其他挑战中，波兹南斯基揭示了没有斯滕博克·费莫尔公爵，但有一个叫这个名字的伯爵。然而，他是沙皇亚历山大三世的马夫，不可能需要一个中间人来给自己的雇主送信。至于柴可夫斯基的同性恋事务对圣彼得堡法学学校声誉的所谓威胁，波兹南斯基将该学校描述为一个全男性性放荡的温床，甚至有赞颂同性恋乐趣的歌曲。

### 沙皇下令自杀
关于柴可夫斯基之死的另一种说法是，它是由沙皇亚历山大三世亲自下令的。这个故事是由一位名叫罗伯特-阿洛伊斯·莫泽的瑞士音乐学家讲述的，据说他是从另外两个人那里得知的——圣彼得堡帝国剧院的作曲家兼乐长里卡多·德里戈，以及作曲家亚历山大·格拉祖诺夫。根据他们的设想，作曲家勾引了弟弟莫杰斯特公寓楼的看守人的儿子。对许多人来说，这个故事的合理性在于格拉祖诺夫据说证实了这一点。莫泽认为格拉祖诺夫是一个可靠的证人，强调他“正直的道德品质，对作曲家的崇敬以及与柴可夫斯基的友谊”。最近，法国学者安德烈·利施克证实了格拉祖诺夫的供词。利施克的父亲是20世纪20年代在彼得格勒的作曲家的学生。格拉祖诺夫把这个故事告诉了利施克的父亲，而他又把这个故事传给了他的儿子。
然而，波兹南斯基反驳说，格拉祖诺夫不可能证实自杀的说法，除非他绝对确定其真实性。不过，唯一可能的办法是，柴可夫斯基最核心的圈子里有人告诉他——换句话说，是在作曲家临终前在场的人。然而，德里戈指责的正是这个亲信圈子，他们隐瞒了“真相”，[波兹南斯基的引号是为了强调]要求当局、医生和牧师提供虚假证词。只有让格拉祖诺夫发誓严格保密，这个圈子里的人才会透露“真相”。波兹南斯基的结论是，格拉祖诺夫会与莫泽分享这一信息，这几乎是不可想象的，因为这将使格拉祖诺夫名誉扫地。

### 鲁莽自杀
另一个版本认为，柴可夫斯基一直在经历严重的个人危机。根据一些说法，这场危机是由于他对他的外甥弗拉基米尔·达维多夫的迷恋而引发的，达维多夫的家人和作曲家经常用“鲍勃”这个绰号来称呼他。据报道，这可以解释第六交响曲中所表达的痛苦，以及围绕其标题的神秘性。许多分析家从这个切入点出发，将《悲怆》解读为强烈的自传性作品。根据这一理论，柴可夫斯基完全意识到他对鲍勃的感情，以及他们在身体上得到满足的可能性。据称，他将自己的痛苦倾注在这最后一部伟大的作品上，作为自杀的有意识的前奏，然后喝下未煮沸的水，希望能染上霍乱。这样一来，就像他在1877年因婚姻受挫而涉入莫斯科河一样，柴可夫斯基可以在不给家人带来耻辱的情况下自杀。

## 无有力证据
如果这些情况没有有力的证据，就有可能无法得出明确的结论，作曲家的真正结局可能永远无法得知。霍尔登建议，决定性的证据将意味着挖出柴可夫斯基的尸体进行测试，以确定是否存在砷，就像对拿破仑·波拿巴的尸体所做的那样，因为砷甚至在100年后还能留在人体中。音乐学家罗兰·约翰·威利写道：“关于[柴可夫斯基]之死的争论已经陷入僵局……谣言附于名人身上难以褪去……至于疾病，证据本身的问题使得解决问题的希望渺茫：诊断的状况；证人的混乱；吸烟和酗酒的长期影响被无视。我们不知道柴可夫斯基是怎么死的。我们可能永远也不知道……”

## 文艺创作
英国作曲家迈克尔·费尼西为柴可夫斯基的最后时日和死亡创作了一部短歌剧《可耻的罪恶》（Shameful Vice）。

## 《悲怆》作为安魂曲
沃尔科夫写道，甚至在柴可夫斯基去世之前，他的第六交响曲“悲怆”就被至少一些人视为作曲家对这个世界的艺术告别。在作曲家的指挥下最后一次排练该交响曲后，康斯坦丁·康斯坦丁诺维奇大公，一位才华横溢的诗人和作曲家的狂热崇拜者，跑进绿厅哭泣并感叹道：“你写了什么，这是一首安魂曲，一首安魂曲！”
至于首演本身，沃尔科夫写道：
柴可夫斯基开始指挥时，将指挥棒紧握在他的拳头上……以他一贯的方式。但当交响乐的最后声音消失，柴可夫斯基慢慢放下指挥棒时，观众席上一片死寂。大厅各处传来的不是掌声，而是窒息的啜泣声。观众们都惊呆了，柴可夫斯基站在那里，一动不动，低着头。
这似乎与其他传记作者对这一事件的描述相矛盾。例如，霍尔登写道，迎接这部作品的是对作曲家的尊敬的掌声，但对作品本身普遍感到困惑。然而，迪亚吉列夫显然证实了沃尔科夫的说法。尽管他提到“在排练中意见分歧很大……”，但他补充说：“音乐会的成功自然是压倒性的。”
不管最初的反响如何，在柴可夫斯基去世两周后，即1893年11月18日，作曲家的长期朋友、指挥家爱德华·纳普拉夫尼克在圣彼得堡的纪念音乐会上领导了《悲怆交响曲》的第二次演出。这是在作曲家在同一个大厅里，在几乎相同的观众面前指挥首演的三个星期后。
“这的确是一首天鹅之歌，是即将到来的死亡的预感，因此它给人以悲剧性的印象”，《俄罗斯音乐报》的评论员写道。尼古拉·里姆斯基-科萨科夫参加了这两场演出，他将公众意见的改变归因于“作曲家的突然死亡……关于他的死亡预感的故事（人类很容易这样），以及将这些预感与这部辉煌的……著名的、甚至时尚的作品的最后乐章的阴郁情绪联系起来的倾向”。迪亚吉列夫还说，纳普拉夫尼克整个演出过程中都在哭泣。
尽管一些现代音乐学家，如大卫·布朗，对柴可夫斯基将《悲怆》写成自己的安魂曲的观点提出异议，但其他许多人，特别是米尔顿·克罗斯（Milton Cross）、大卫·欧文（David Ewen）和迈克尔·保罗·史密斯（Michael Paul Smith），都支持这种说法。音乐线索包括第一乐章的发展部分，其中快速发展的第一主题在弦乐中突然“转变为中性”，长号中出现了一个相当安静的和声合唱曲。长号主题与它之前或之后的音乐没有任何关系。它似乎是一个音乐上的“非连续性”——但它来自俄罗斯东正教的亡灵弥撒，其中唱到：“愿他的灵魂与所有圣徒的灵魂一起安息。”